# Капитульные храмы орденов Российской империи
Капитульный (орденский) храм — церковь, посвящённая святому-покровителю государственного ордена или имеющая престол с соответствующим посвящением.

## Возникновение
Возникли во второй половине XVIII — начале XIX веков в Санкт-Петербурге. В 1797 году император Павел I учредил общий день для всех российских орденов — 8 ноября (память архистратига Михаила), издал общий орденский статут, причислил некоторые иностранные ордена к российским, закрепил за некоторыми российскими орденами ряд петербургских церквей, освящённых во имя того же святого. В их число входили: 1) собор апостола Андрея Первозванного на Васильевском острове; 2) церковь Святой Екатерины в Таврическом дворце; 3) соборная церковь Александро-Невской лавры; 4) церковь святых Симеона Богоприимца и Анны Пророчицы в Литейной части Санкт-Петербурга.
Церкви, закреплённые за орденами, назывались «орденскими» или «капитульными».
Впоследствии орденские храмы могли меняться, например, в 1845 году для ордена св. Екатерины была назначена церковь училища этого ордена.

## Обычаи
Одним из обычаев орденских храмов было присутствие на обедне в день престольного праздника кавалеров соответствующего ордена в особых костюмах, а затем их совместная трапеза.
На фасадах орденских храмов укреплялся знак соответствующего ордена.

## Список
Всего в Санкт-Петербурге было восемь капитульных храмов, из которых на сегодняшний день действует семь:
- Андреевский собор (капитульный храм ордена Святого апостола Андрея Первозванного).
- Князь-Владимирский собор (капитульный храм ордена Святого равноапостольного князя Владимира с 1845 года).
- Софийский собор в городе Пушкине (капитульный храм ордена Святого равноапостольного князя Владимира до 1845 года).
- Троицкий собор Александро-Невской Лавры (капитульный храм ордена Святого благоверного князя Александра Невского).
- Екатерининская церковь при Екатерининском институте (капитульный храм ордена Святой великомученицы Екатерины; не действует).
- Церковь Рождества Иоанна Предтечи на Каменном острове (капитульный храм ордена Святого Иоанна Иерусалимского).
- Церковь Симеона и Анны (Санкт-Петербург) (капитульный храм ордена Святой Анны).
- Чесменская церковь (капитульный храм ордена Святого великомученика Георгия Победоносца).